# Groupe Mondragon
Pour les articles homonymes, voir Mondragon (homonymie).
Corporation Mondragon est un groupe basque de 289 entreprises et entités en 2012 (dont environ la moitié sont elles aussi des coopératives), structurées en quatre groupes sectoriels : la finance, l'industrie, la distribution, et la connaissance avec des aires de recherche et de formation.
Elle est le fruit de la vision d’un jeune vicaire de paroisse, le prêtre basque José María Arizmendiarrieta, et de l’effort solidaire des salariés-associés, qui ont su transformer un petit atelier consacré, en 1956, à la fabrication de fourneaux et de réchauds au pétrole, en premier groupe industriel basque (près de 30 000 travailleurs associés dans cette région) et septième en Espagne, avec 11,5 milliards d’euros de recettes en 2020 dans son activité industrielle, financier et de distribution et des effectifs qui s’élevaient fin 2020 à 79 931 travailleurs au total, ainsi que des infrastructures scolaires qui accueillent près de 11 000 étudiants.
Elle se donne les objectifs d’une entreprise compétitive sur les marchés internationaux, par l’utilisation de méthodes démocratiques d’organisation de la société, la création d’emploi, la promotion humaine et professionnelle de ses travailleurs et l’engagement de développement de son environnement social.

## Histoire

### Les origines
La société est fondée à Mondragón, une ville de la province du Guipuscoa dans la Communauté autonome du Pays basque. En 1941, la localité qui avait beaucoup souffert durant la Guerre d'Espagne connaissait un chômage de masse. Un jeune prêtre, le père José María Arizmendiarrieta, qui venait d'être nommé vicaire de la paroisse, décide de s'occuper du développement économique de la ville sur les bases des idées mutualistes. Les coopératives et les institutions autogérées qui avaient une longue tradition au Pays basque étaient tombées en désuétude après la guerre.
En 1943, Arizmendiarrieta monte une école de formation professionnelle gérée démocratiquement. Cette école sera amenée à jouer un rôle important dans le développement du mouvement coopératif. En 1955, cinq jeunes diplômés de l'école créent la première entreprise coopérative nommée ULGOR, d'après les premières lettres de leurs noms de famille et qui deviendra ultérieurement Fagor Electrodomésticos. Pendant les premières années, ULGOR reste dans le domaine des poêles à pétrole et des cocottes en fonte. En 1959, alors que les socios (travailleurs associés) des coopératives, ni salariés, ni patrons, sont exclus du système général de la sécurité sociale, ils créent la Lagun Aro, un organisme de prestations sociales spécifiques qui remplit les deux rôles de la sécurité sociale française. Sous l'impulsion de Don José Maria, ils en viennent à fonder la Caja Laboral Popular (Banque populaire des travailleurs), une coopérative de crédit qui permet aux travailleurs d'accéder aux services financiers et leur procure par conséquent les fonds nécessaires pour démarrer de nouvelles entreprises en coopérative. L'argent collecté provient alors des « mamies », l'expression est de Don José Maria, qui font volontiers confiance à un prêtre. Fagor Electrónica, Fagor Ederlan et Danobat comptent alors parmi les nouvelles coopératives.
D'autres coopératives furent invitées à rejoindre le groupe, ainsi que des entreprises en faillite, à condition qu'elles se transforment en coopératives. La préférence fut donnée aux coopératives sœurs. Les ouvriers des coopératives purent gérer leurs finances avec la Caja Laboral et bénéficier ainsi d'assurances maladie, de fonds de pension à la Lagun Aro ou encore de réductions sur les appareils de la marque Fagor et les denrées des boutiques coopératives Eroski. Souvent, les membres de ce réseau coopératif avaient commencé leurs études dans une Ikastola, poursuivi à l'Université de Mondragón en effectuant des stages ouvriers dans une coopérative. Quand une coopérative rencontrait des difficultés économiques, les employés préféraient accepter des réductions de salaires plutôt que d'être licenciés. Lorsque la situation se détériorait plus sérieusement, les employés en sureffectif étaient reclassés dans d'autres coopératives du groupe.
La croissance du groupe est fulgurante dans les années 1960 ; 479 emplois en 1960, 4 211 en 1965 et 8 743 en 1970. Le montage financier qui permet de créer un emploi dans une coopérative est le suivant : Le 'socio' apporte l'équivalent de 10 mois de salaire, soit quelque 3 000 €. l'État apporte 6 000 € sous forme de subvention d'aide à l'emploi. La Caja Laboral prête 21 000 €. L'apport du socio représente donc 10 % du coût de la création d'emploi. En 1959, l'apport du socio représentait 20 %. L'apport du socio est définitivement acquis par la coopérative qui verse au socio des intérêts portant sur 75 % de son apport. Ces intérêts ne sont débloqués que lors du départ du socio de la coopérative.
Les mesures protectionnistes de l'Espagne franquiste ont favorisé par la conquête du marché espagnol, des coopératives comme ULGOR ou Arraste.

### 1970-1990 Crise économique et développement par l'exportation
À partir de 1971, la crise économique mondiale touche également le Pays basque où le taux de chômage atteint les 20 %. La crise culmine en 1983 pour les coopératives qui vont y répondre à la fois par une série de mesures défensives et par une stratégie offensive en matière d'exportations. Lorsque le fondateur du groupe, Arizmendiarrietta, décède en 1976, José Maria Ormaetxea devient la grande figure du groupe. Il était passé par l'école professionnelle de Mondragón avant d'occuper diverses fonctions comme celles de gérant du groupe ULGOR, directeur général de la Caja Laboral et finalement, président du complexe.
Parmi les mesures défensives, la décision du collectif de 'socios' de réduire les frais de personnel en limitant le salaire réel tout en accroissant la productivité. Les statuts des coopératives interdisent les licenciements. Des emplois en surnombre dans le domaine industriel sont compensés par les coopératives de distribution. La centaine de socios restant sans emploi sont envoyés en formation et rémunérés par des prélèvements sur les salaires des autres socios.
Pour sortir de la crise, le complexe de Mondragón met en place des instruments de gestion d'entreprises compétitives comme la capitalisation des résultats, la polyvalence des fonctions et des emplois ou la flexibilité des calendriers de travail au semestre et fait jouer la solidarité entre coopératives. Sur ces bases-là les coopératives se lancent dans l'ouverture des marchés extérieurs en s'implantant en Espagne à Madrid ou Barcelone, mais également au Mexique et en Thaïlande. En 1990, les exportations représentent 15 % du chiffre d'affaires contre 10 % en 1970.
En 1985, le Conseil des Groupes des coopératives se constitue en groupe: C'est la naissance de la Mondragón Cooperative Corporation (MCC). La MCC est la plus grosse société basque et la septième en Espagne[Quand ?]. Elle est considérée comme la plus grosse coopérative ouvrière du monde.

### Depuis 2000
En 2002, les exportations représentent 27 % du chiffre d'affaires. La moitié des 60 000 personnes qui travaillent pour le groupe sont des employés et non pas des sociétaires. La croissance est externe, basée sur le rachat d'autres entreprises, plutôt que sur la création de nouvelles entreprises. Il n'y a plus de priorité basque dans la recherche des fournisseurs.
En 2005, le groupe MCC rachète la société française d'électroménager Brandt. Il s'agissait d'un objectif stratégique pour pouvoir atteindre une taille critique et concurrencer au moins sur le marché européen d'autres groupes comme BSH Hausgeräte, Electrolux, Merloni (en) et Whirlpool.
La formation a toujours occupé une position clef dans le développement de la MCC, d'où la transformation de la vieille école polytechnique en l'Université de Mondragón dans les années 1990, une université privée créée pour préparer de futurs développements. Quelque 4 000 étudiants suivent les cours sur les campus d'Oñati, Eskoriatza et Mondragón.
En 2006, la MCC avait contribué à hauteur de 3,8 % du PIB de la Communauté autonome du Pays basque. En 2008, le groupe MCC comprend 150 sociétés, impliquées aussi bien dans la production, et la conception technique que dans la distribution, la finance ou la formation. Sa filiale de distribution Eroski et la plus grosse société espagnole de distribution alimentaire et la troisième société espagnole de distribution en général.
Le gouvernement de la Communauté autonome du Pays basque a adopté des mesures spéciales pour encourager les coopératives. La région autour de Mondragón a conservé un taux d'emploi élevé même pendant la crise industrielle basque.

### Organisation en 2005
Dans chaque coopérative, une assemblée générale de socios élit un conseil' recteur qui joue le rôle de conseil d'administration. Le conseil recteur élit un Président avec un mandat de quatre ans et aussi, sur proposition du Président, un directeur. Un Conseil Social représentant uniquement les socios, sorte du comité d'entreprise du droit français, exerce une surveillance de l'action du conseil recteur.
Au niveau de MCC, le rôle du conseil d'administration est jouée par la Commission Permanente, composée de 16 personnes élues, représentant les 9 divisions en pourcentage du nombre de socios. Cette Commission Permanente répond devant le Congrès, organe suprême qui regroupe 650 délégués.
L'organe exécutif du groupe s'appelle le Conseil Général dont les membres sont forcément différents de la Commission Permanente et qui inclut les 7 directeurs de coopératives industrielles, le directeur du secteur financier et le directeur de la distribution.
En fonction des apports et des salaires, les bénéfices sont capitalisés et reversés lors du départ de l'entreprise. Partagés entre les œuvres sociales, pour 10 %, un fonds de réserve pour les entreprises coopératives en difficulté (30 %) et les membres de la coopérative, les bénéfices sont en fait réinvestis dans l'entreprise, mais récupérables par le salarié lorsqu'il la quitte. De même, chaque salarié est électeur et éligible aux organes de direction, chaque coopérative étant dirigée par un conseil qui élit son président pour quatre ans.
En 2005, la part de capital demandée à un nouveau socio au moment de son embauche est de l'ordre de dix mille euros. Cette somme représente 7 % du coût de la création d'un poste.

#### Marques et entités du groupe en 2005
Le groupe de distribution comprend les hypermarchés Eroski, quelques autres enseignes spécialisées dans le sport ou le voyage ainsi que des entreprises du secteur alimentaire, soit un chiffre d'affaires de plus de 5 milliards d'euros en 2004 contre 150 millions en 1984.
Le groupe financier comprend une banque, la Caja Laboral et un système de protection sociale Lagun Aro. La Caja Laboral dont les encours s'élèvent à plus de 10 milliards d'euros est une banque publique contrôlée par la Banque centrale d'Espagne. Avec un capital de 3 milliards d'euros, Lagun Aro fournit aux socios de MCC une couverture maladie et une assurance retraite.
Le groupe industriel comprend 352 entreprises. La plus importante était Fagor, dans le domaine de l'électroménager qui distribuait les marques Fagor, Brandt, Edesa, Vedette, Sauter, De Dietrich. C'était le premier fabricant d'électroménager en France et en Espagne et le cinquième en Europe. De 1984 à 2004, les ventes du groupe industriel étaient passées de 500 millions d'euros à 4,7 milliards, avant son dépôt de bilan en 2013.
Les activités corporatives sont à la base de la création du système coopératif de Mondragón. Parmi elles, l'Université de Mondragón, bien cotée en Espagne compte plus de 5 000 étudiants. Dix centres de R&D sont aussi intégrés au groupe. Le pôle Garaïa est une technopole qui regroupe l'université, des entreprises et des centres de R&D.

### Années 2010
Au début des années 2010, Mondragon est le dixième groupe parmi les grandes entreprises espagnoles, représentant en 2012 3,2 % du PIB de la Communauté Autonome Basque où il fournit 3,5 % de l’emploi et porte 10,7 % des investissements industriels de cette région, et 7,4 % du PIB industriel national pour 8,4 % de l’emploi industriel.
Le groupe rassemble 110 coopératives et emploie 80 321 personnes, dont 82 % en Espagne. Le pôle recherche et innovation rassemble quinze centres technologiques et 2 096 chercheurs, dans lesquels le groupe — qui possède 564 brevets — a investi 160 millions d’euros en 2012.
Depuis la crise entamée en 2008, le groupe coopératif a connu en termes d’emploi, jusqu'en 2012, de meilleures performances que les autres formes d’entreprise. D'une manière générale, les coopératives espagnoles emploient en 2012 près de 315 000 personnes et génèrent environ 5 % du PIB du pays.
En 2013, un des fleurons des coopérateurs, Fagor Electrodomésticos, représentant 8,1 % du chiffre d’affaires total, est placé en redressement judiciaire pour un échelonnement de dette. Mais la réunion du conseil général de la Corporation refuse un investissement supplémentaire, considérant que l'« entreprise ne répond pas aux nécessités du marché ». Il s'engage cependant à constituer un fonds d'investissement de 50 millions d'euros pour soutenir la création de nouvelles entreprises et emplois dans la région.

## Débats

### Une réussite exemplaire
Plus grande coopérative ouvrière au monde, ayant prouvé sa capacité à résister au temps sur une durée d'au moins cinquante ans, MCC représente pour ceux qui s'intéressent à l'économie sociale et au mouvement coopératif une entreprise exemplaire et, au moins jusque dans les années 1980, typique de ce que peut être une coopérative qui se développe en maintenant des exigences éthiques. On admire la réussite d'une entreprise qui pratique la démocratie comme dans une cité grecque, l'indépendance vis-à-vis de la bourse, l'implication dans le développement local, notamment à travers l'énorme investissement sur la formation, la limitation de l'écart des revenus et enfin la mise au service du capital pour l'entreprise plutôt que l'inverse,.

### La précarité des travailleurs non associés
Depuis son évolution récente, elle est pour partie une entreprise coopérative, et pour partie une entreprise en compétition sur le marché international. Sur les soixante-dix mille postes dénombrés en 2005, seule la moitié est constituée de travailleurs-associés, les fameux socios, et ceux-ci se trouvent au Pays basque. Comme le remarque Joel Martine, si les socios bénéficient d'un emploi à vie, les coopératives ont aussi leurs emplois précaires, les eventuales, travailleurs à contrat à durée déterminée qui sont un peu des salariés de seconde zone, non citoyens dans les coopératives. Ce que ne dément pas Fernando Gomez-Acedo, président du conseil de surveillance de Fagor-Brandt à qui on déclare : « Ce sont probablement les non-coopérateurs qui ont le plus de soucis à se faire en cas de restructuration », et qui répond : « Effectivement. La loi nous autorise à recruter 25 % de salariés non associés. Quand il n'y a plus de travail, ils sont les premiers à partir… ».
En 2006, après l'acquisition de Brandt, la direction de Fagor-Brandt annonce la suppression de 360 emplois en France. Certains syndicalistes de Brandt sont allés distribuer un tract à Mondragón pour s'adresser aux socios qui étaient par ailleurs leurs actionnaires. Le nombre de suppressions d'emploi est ramené à 100, mais les problèmes classiques inhérents à la mondialisation du groupe sont devenus récurrents. Fagor devait s'approprier Brandt pour gagner des parts de marché et des avances technologiques, mais dans la division du travail qui s'instaure entre Mondragón, la Pologne, la France et le Maroc, les salaires français sont une charge plus lourdes que les salaires polonais ou marocains. Sur ce point, les coopérateurs de MCC appliquent aux filiales étrangères le principe qu'ils refusent pour eux-mêmes, à savoir, la loi dictée par des actionnaires extérieurs.

### L'inspiration idéologique
L'article 5 des statuts d'ULGOR, fondé en 1956 spécifiait que « Les associés de la coopérative proclament la nécessité que les uns et les autres acceptent les limites et les sacrifices qu'exige le travail en équipe en considérant son acceptation comme testament de solidarité chrétienne en vue d'un bien commun ». Pour Jacques Prades, Mondragón est issu du mouvement social catholique, en réaction à la pression franquiste. Arizmendiarrieta était marqué, comme le personnaliste français Emmanuel Mounier par la même référence centrale au travail, le même refus du libéralisme et du collectivisme et la même confiance dans la construction pragmatique d'une expérience. La compression de l'éventail des salaires, longtemps resté de un à trois est l'une des manifestations de cet héritage..

### L'avenir
Personne ne semble nier que des changements fondamentaux sont intervenus entre les années 1950 et le début du XXIe siècle. Jacques Prades, spécialiste de l'économie sociale qui s'est particulièrement intéressé à MCC l'exprime ainsi : « Don José Maria Arizmendiarrieta croyait à la possibilité d'un autre monde. Les dirigeants actuels semblent plutôt se considérer comme les derniers Gaulois qui résistent à l'envahisseur et ils se demandent s'ils pourront continuer longtemps ».
L'exportation du modèle basque dans les filiales étrangères rachetées par des entreprises du groupe MCC est une tentative qui semble avoir toujours échoué si tant est qu'elle ait été tentée. « Nous voudrions, bien sûr, développer le coopératisme dans les entreprises que nous achetons à l'étranger, mais cela ne va pas de soi. En Pologne, par exemple, les coopératives ont une très mauvaise image et sont même synonymes d'échec », déclare Fernando Gomez-Alcedo. Des négociations auraient eu lieu au début des années 2000 entre Moulinex et MCC, mais les syndicats français ont opposé un refus catégorique à l'option coopérative du fait que dans les coopératives de Mondragón, il n'y a pas de syndicat puisque la défense des travailleurs-associés se fait par le biais de la démocratie interne.
L'écart initial des salaires qui était initialement de 1 à 3 a été élargi, officiellement de 1 à 6, mais on peut observer des écarts de 1 à 12 dans certaines entreprises, ce qui n'empêche pas qu'au Pays basque, les salaires des ouvriers de MCC soient supérieurs de 15 % à la moyenne locale alors que les salaires des cadres sont inférieurs de 30 % à ceux du secteur privé.

### Filmographie
- Anne Argouse et Hugues Peyret, Les Fagor et les Brandt, 2007, DVD disponible chez antoinemartinprod.com.